# Crambe sinuatodentata
Crambe sinuatodentata là một loài thực vật có hoa trong họ Cải. Loài này được Hochst. & Schimp. mô tả khoa học đầu tiên năm 1867.